# Кели Роуланд
Келендрия Трин Роуланд (на английски: Kelendria Trene „Kelly“ Rowland) е американска R&B певица и бивш член на групата Дестинис Чайлд.
След разпадането на групата тя прави дует с певеца Нели – „Dilemma“. Дебютният ѝ солов албум носи името Simply Deep (2002). Вторият ѝ албум излиза през 2007 г. – Ms. Kelly . Третият албум е: Ms. Kelly: Diva Deluxe, в който Кели пее с eVe, Gum Class Heroes.

## Детство
Кели е родена в Атланта, Джорджия. Майка ѝ е Дорис Роланд Гарисън, баща ѝ се нарича Кристофър Ловет. Родителите се оженили след като Кели се родила. Когато тя е 7-годишна, майка ѝ напуска баща ѝ, който е алкохолик.

## Дестинис Чайлд
Премества се в Хюстън, Тексас и среща Бионсе. Двете стават най-добри приятелки и са половината, създали Дестинис Чайлд. Първоначално към тях се присъединяват Латавия Роберсън и Латоя Лукет, които обаче малко след това напускат групата, а Кели и Бионсе отново остават дует. По-късно се присъединяват Мишел Уилямс и Фара Франклин, но Франклин е в групата само пет месеца.
Триото се задържа и така записват албум, в който Кели пее втори глас, но има и самостоятелни песни. Албумът печели $3 милиона. Преди да се разделят, Дестинис Чайлд печелят над $100 милиона от всичките си албуми. Освен това печелят и множество награди като „Най-добра женска група на всички времена“, „Най-добро R&B пеене“ и „Най-добра R&B група“. Групата се разделя през 2004 г. с обещанието, че един ден отново ще се съберат, но след като са изградили солови кариери.

## Соло кариера
Първият соло албум на Кели излиза през октомври 2002 г., а националната премиера е февруари 2003. Той включва песните Can't Nobody, Train On a track, Here we go (с Trina). Албумът оглавява класациите в Нова Зеландия, Финландия, САЩ и Украйна.
Miss Kelly:
Роланд работи по втория си албум от 2004 г., който е завършен на 6 юни 2006 и е продуциран от Колумбия рекърдс. Той включва песните:Like this с участието на Eve, Work, Getto. Кели работи и по Diva Deluxe – в който прави ремикси на някои песни. Албумът ѝ Ms. Kelly оглавява класациите по цял свят.
Кели прави опити и за кино-кариера, но без особен успех.
Филмите, в които участва, са:
| Кино                          | Кино                                | Кино                      | Кино                                             |
| Year                          | Title                               | Role                      | Notes                                            |
| ----------------------------- | ----------------------------------- | ------------------------- | ------------------------------------------------ |
| 1999                          | Beverly Hood                        | Girl #2                   | Cameo appearance                                 |
| 2003                          | Freddy vs. Jason                    | Kia Waterson              | Supporting role                                  |
| 2004                          | The Seat Filler                     | Jhnelle                   | Lead role                                        |
| 2008                          | Astérix at the Olympic Games        | Herself                   | Cameo appearance                                 |
| 2011                          | The Goree Girls                     | Jill                      | Supporting Role                                  |
| Сериали                       |                                     |                           |                                                  |
| Year                          | Title                               | Role                      | Notes                                            |
| 2002                          | The Hughleys                        | Carly                     | 3 episodes                                       |
| 2002                          | Taina                               | Nicole                    | 1 episode                                        |
| 2003                          | American Dreams                     | Martha Reeves             | 2 episodes                                       |
| 2003                          | Eve                                 | Cleo                      | 1 episode                                        |
| 2006                          | Girlfriends                         | Tammy Hamilton            | 3 episodes                                       |
| Телевизионни програми         |                                     |                           |                                                  |
| Year                          | Title                               | Role                      | Notes                                            |
| 2007                          | Clash of the Choirs                 | Choirmaster               | Reality series                                   |
| 2009                          | The Fashion Show                    | Co-host                   | Reality series                                   |
| 2011                          | The X Factor                        | Judge                     | Talent show                                      |
| Участия като гостуваща звезда |                                     |                           |                                                  |
| Year                          | Title                               | Role                      | Notes                                            |
| 1997                          | Smart Guy                           | Herself                   | „A Date With Destiny“ cameo with Destiny's Child |
| 2010                          | Brandy and Ray J: A Family Business | Herself; Guest appearance | 2 episodes                                       |
| 2010                          | The Spin Crowd                      | Herself; Guest appearance | 1 episode                                        |
| 2010                          | X Factor Australia                  | Herself; Mentor           | 2 episodes                                       |
| 2010                          | La La's Full Court Wedding          | Herself; Guest Appearance | 1 episode                                        |
| 2010                          | The A-List: New York                | Herself; Guest Appearance | 1 episode                                        |

## Дискография

### Студийни албуми
- „Simply Deep“ (2002)
- „Ms. Kelly“ (2007)
- „Here I Am“ (2011)
- „Talk a Good Game“ (2013)

### EP
- „Ms. Kelly: Diva Deluxe“ (2008)
- „The Kelly Rowland Edition“ (2019)

### Сингли
- „Dilemma“ (2002)
- „Stole“ (2002)
- „Can't Nobody“ (2003)
- „Train on a Track“ (2003)
- „Like This“ (2007)
- „Ghetto“ (2007)
- „Work“ (2008)
- „Daylight“ (2008)
- „Everywhere You Go“ (2010)
- „Commander“ (2010)
- „Rose Colored Glasses“ (2010)
- „Grown Woman“ (2010)
- „Forever and a Day“ (2010)
- „Motivation“ (2011)
- „Lay It on Me“ (2011)
- „Down for Whatever“ (2011)
- „Ice“ (2012)
- „Kisses Down Low“ (2013)
- „Dirty Laundry“ (2013)
- „Kelly“ (2018)
- „Love You More at Christmas Time“ (2019)

## Турнета
- Simply Deeper Tour (2003)
- Ms. Kelly Tour (2007)
- Lights Out Tour (2013)